# Datu Unsay
Datu Unsay (Bayan ng Datu Unsay) är en kommun i Filippinerna. Kommunen ligger på ön Mindanao, och tillhör provinsen Maguindanao.
Datu Unsay är indelat i 9 barangayer.